# ペッブリー通り

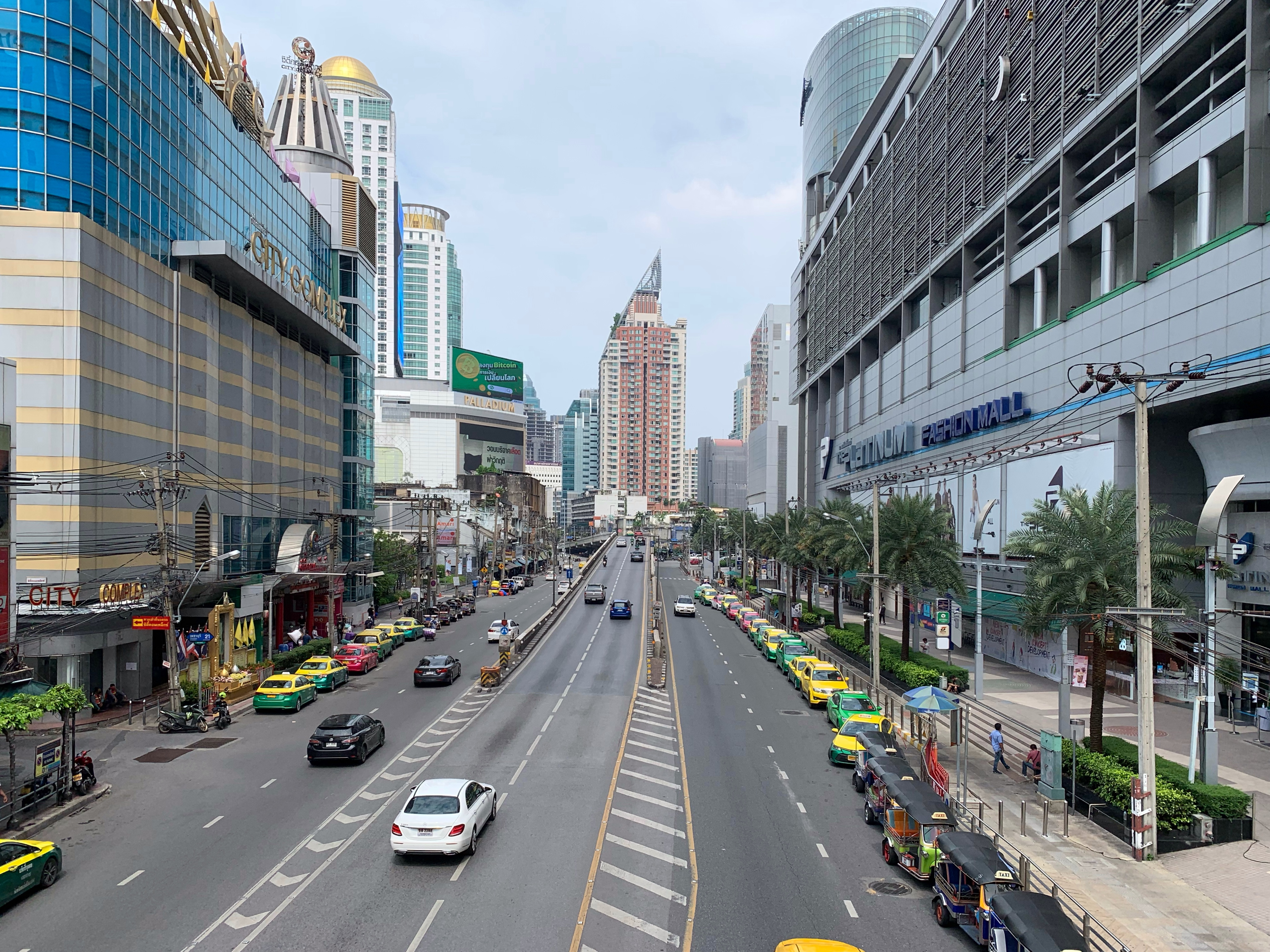
ペッブリー通り

ペッブリー通り（ペッブリーどおり、Phetchaburi Road, Petburi Road）またはペッチャブリー通りは、タイのバンコクにある道路。
パヤータイ通りとラーチャダムリ通りを結んでいて、タイ国鉄東線やエアポート・レール・リンク（スワンナプーム国際空港との連絡鉄道）、センセープ運河等とほぼ平行に走っている。ラーチャダムリ通りとの交差点を過ぎるとニューペッブリー通りと名前が変わる。

## 接続する主な道路
- パヤータイ通り
- ラーチャダムリ通り
- ニューペッブリー通り
- ラチャプラロップ通り

## 周辺にある施設
- プラトゥナーム市場
- インドネシア大使館
- パンティップ・プラザ